# باولينا
 باولينا  هو الألبوم الخامس للمغنية المكسيكية باولينا روبيو وصدر في مايو من العام 2000. وقد حمل اسم باولينا نفسها. ويعتبر هذا الألبوم هو الألبوم الأكثر مبيعاً لباولينا حتى الآن, حيث حققت مبيعاته ما يزيد عن خمسة ملايين عالمياً. وهو الألبوم الذي من خلاله ترشحت باولينا لجائزة لاتين غرامي عن فئات عدة هي: أفضل ألبوم للعام وأفضل مغنية وأفضل فيديو كليب عن أغنية Yo No Soy Esa Mujer. كما يعد على الألبوم هو الأول لباولينا مع شركة يونيفيرسال. وهو الألبوم الذي أعاد باولينا إلى القمة لاحتلال المراتب الأولى في أميركا اللاتينية والولايات المتحدة بعد غياب دام 4 سنوات.

## روابط خارجية
- باولينا على موقع أول موفي (الإنجليزية)